# 피터 벌클리

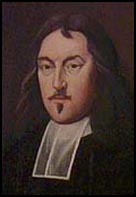
피터 벌클리의 초상화

피터 벌클리(Peter Bulkley; 1583년 1월 31일 - 1659년 3월 9일)는 청교도 목사로 윌리엄 로드의 박해와 종교의 자유를 위해 잉글랜드를 떠나 아메리카 식민지로 이주하였다. 콩코드의 개척자로 그의 시에서 영감을 받은 랠프 월도 에머슨이 명명하였다.

## 저서
- The Gospel-Covenant or the Covenant of Grace Opened (1651) : 미국 초기에 출판된 책들 중 하나로 존 윈스럽 이후로 많은 신자들에게 영향을 주었다. 언약 신학에 대한 내용이 담겨있다. 그는 언약(Covenant)을 세속적인 계약(Contract)의 개념으로 확대하여 보다 더 이해하기 쉽게 활용한 점이 특징이다. 그는 은혜언약에도 조건이 포함되어 있다고 주장하였다. 그의 주장은 은혜언약과 행위언약(하나님과 사회 및 국가와의 언약)을 동일시하기 위하여 조건성을 첨가함으로, 종교적으로 도덕적으로 탁월한 순종을 강조하였다. 즉, 순종을 강조하면서, 만일 순종하지 않는다면 개인의 구원도 잃게 될 것이라고 주장하였다. 토머스 셰퍼드 (1605년)는 이 책의 서문에서 주님의 마음이 사랑으로 흘러 넘쳐서 축복의 언약의 많은 줄기로 드러나게 된다고 하였고, 하나님 자신이 아무것도 할 수 없는 죄인에게 다가오셔야만 했다고 주장하였다.[2]